# キズリャル教会襲撃事件
キズリャル教会襲撃事件（キズリャルきょうかいしゅうげきじけん）は、2018年2月18日にロシア・ダゲスタン共和国キズリャルの教会において、一人のテロリストが教会から出てきた住民たちに向けて突如銃撃を開始したテロ事件である。
襲撃によって住民5名が死亡、5名が負傷した他、実行犯は駆けつけた警察官によって射殺された。事件後にイスラム過激派組織ISILがこの事件についての犯行声明を出した。
また、キズリャルでは2010年にもテロ事件が起こっている。